# Služební vyznamenání Wehrmachtu
Služební vyznamenání Wehrmachtu (německy: Wehrmacht-Dienstauszeichnung) bylo vojenské vyznamenání ozbrojených složek nacistického Německa v období druhé světové války.
Vyznamenání bylo zavedeno 16. března roku 1936 a bylo udělováno ve 4 základních třídách všem příslušníkům pozemního vojska, letectva a námořnictva, a to i retrospektivně za dobu odslouženou před, během i po první světové válce v Deutsches Heer a Reichswehr. Byly tak běžně případy mezi německými generály, že jim byly uděleny všechny 4 třídy najednou (např. Johannes Blaskowitz, Ernst Busch, Wilhelm Canaris, Karl Dönitz, Günther Lutjens, Erhard Milch a další).
Všechny verze medaile byly u běžných uniforem nošeny jako malé stužky nad levou náprsní kapsou.

## Požadavky na udělení
- Stříbrná medaile
  -  Služba u Wehrmachtu v délce 4 let.

- Zlatá medaile
  -  Služba u Wehrmachtu v délce 12 let.

- Stříbrný kříž
  -  Služba u Wehrmachtu v délce 18 let.

- Zlatý kříž
  -  Služba u Wehrmachtu v délce 25 let

- Zlatý kříž s dubovými listy
  -  Služba u Wehrmachtu v délce 40 let.